# Ана Патрисия Рохо
Ана Патрисия Рохо (на испански: Ana Patricia Rojo) е мексиканска актриса, дъщеря на актьора Густаво Рохо и Кармела Стейн.

## Биография
На 5-годишна възраст е първият ѝ контакт с шоу-бизнеса, първият ѝ филм е Los reyes del palenque, а година по-късно, участва в теленовелата Al final del arco iris. По-късно участва в теленовелата Juegos del destino от 1981 г.
През 1983 г. участва в теленовела Проклятието, заедно с начинаещия си колега Армандо Араиса. Тогава получава първото си признание като актриса, на Награди TVyNovelas е носителка на наградата „Най-добра млада актриса“.
Продължава със забележителна кариера в телевизията, участва в теленовели Dulce desafío, Un rostro en mi pasado, Al filo de la muerte и Бедни роднини, където Ана Патрисия изпълнява първата си отрицателна роля.
През 1995 г. изпълнява втората си отрицателна роля в теленовелата Мария Хосе. След това следват участия в Мария от квартала, Благословена лъжа, Есмералда, Живея заради Елена, Ангелско личице. Ана Патрисия се превръща в една от най-добрите мексикански актриси, изпълняващи отрицателни роли.
През 2004 г. получава първата си главната роля Mujer de madera, заменяйки Едит Гонсалес, която напуска теленовелата заради бременност.
През 2016 г. получава една от главните роли в Път към съдбата, продуцирана от Натали Лартио.

## Филмография

### Телевизия
- Монтеверде (2025) – Ева
- Бегълци, в търсене на свобода (2024) – Естер Суарес
- Жени убийци (2024) – Марина
- Помощ! Влюбвам се (2021) – Инес
- La Guzman (2019) – Мария де лос Анхелес Ториери
- Да обичам без закон (2018) – Лина Авалос
- Път към съдбата (2016) – Мариана Алтамирано де Сотомайор
- Нека Бог ти прости (2015) – Ефихения де ла Крус и Ферейра
- Както се казва (2014) – Анхелика
- Необуздано сърце (2013) – Раиса Кансеко
- Внимавай с ангела (2008 – 2009) – Естефания Рохас / Естефания Веларде Сантос
- Дестилирана любов (2007) – София Монталво Сантос
- Безчувствена жена (2004 – 2005) – Мариса Сантибаниес Виялпано #2
- Деветата заповед (2001) – Фабиола Дуран Дел Вайе
- Ангелско личице (2000 – 2001) – Никол Ромеро Медрано
- Скъпа Мария Емилия (1999 – 2000) – Моника Пардо-Фигероа
- Живея заради Елена (1998) – Силвия Фонсека де Монтиел
- Жени, случаи от реалния живот (1997 – 2007) – Алба
- Есмералда (1997) – Хеорхина Перес-Монталво
- Благословена лъжа (1996) – Мирея де ла Мора
- Мария Хосе (1995) – Империя Кампусано де ла Крус
- Мария от квартала (1995 – 1996) – Пенелопе Линарес
- Бедни роднини (1993) – Гриселда Олмос
- Al filo de la muerte (1991) – Моника Араухо
- Un rostro en mi pasado (1990) – Миранда Естрада
- Dulce desafío (1988 – 1989) – Мирта Миранда
- El camino secreto (1986) – Паулина
- Проклятието (1983) – Лиляна
- Al final del arco iris (1980) – Кармело
- Extraños caminos del amor (1981)
- Juegos del destino (1981) – Ванеса (дете)
- Honrarás a los tuyos (1979)

### Кино
- J-ok'el (2007) – Кармен Ромеро
- La curva del olvido (2005)
- Drogadicto (2000)
- Trágico carnaval (1991)
- Dos locos en aprieto (1991)
- Como si fuéramos novios (1986) – Лаурита
- No vale nada la vida (1984)
- Veneno para las hadas (1984) – Вероника
- Los cuates de la Rosenda (1981)
- El robo imposible (1980) – Пати Бонд
- Los reyes del Palenque (1979)

### Театър
- Mi amiga la gorda (2014)
- Perfume de Gardenia (2011)
- Las arpías (2010)
- Agárrenla que me caso (2006)
- De que se ríen las mujeres (2005)
- 23 centímetros (2005)
- Sueños de un seductor
- Tres parejas disparejas
- La bella y la bestia
- Pastorela Mexicana
- Nada de sexo que somos decentes
- La Caperucita Roja (1985)

## Награди и номинации
Награди Ariel
| Година | Категория         | Филм                  | Резултат   |
| ------ | ----------------- | --------------------- | ---------- |
| 1986   | Най-добра актриса | Veneno para las hadas | Номинирана |

Награди TVyNovelas (Мексико)
| Година | Категория                            | Теленовела        | Резултат   |
| ------ | ------------------------------------ | ----------------- | ---------- |
| 1997   | Най-добра актриса в отрицателна роля | Благословена лъжа | Номинирана |
| 1984   | Най-добра млада актриса              | Проклятието       | Печели     |

Награди Asociación Nacional de Actores (ANDA)
| Година | Категория         | Медал               | Резултат |
| ------ | ----------------- | ------------------- | -------- |
| 2006   | 25 години кариера | „Вирхиния Фабрехас“ | Печели   |

Награди Cámara Nacional de la Mujer
| Година | Категория           | Резултат |
| ------ | ------------------- | -------- |
| 2014   | Цялостно творчество | Печели   |

Награди Presea Luminaria de Oro
| Година | Категория         | Теленовела         | Резултат |
| ------ | ----------------- | ------------------ | -------- |
| 2015   | Най-добра актриса | Нека Бог ти прости | Печели   |